# Mons Pico
Mons Pico (Monte Pico) es un macizo lunar, que se encuentra en la zona norte de la cuenca del Mare Imbrium, al sur del gran cráter Platón. Forma parte de los restos sobrevivientes del anillo interior del Mare. El muro continúa hacia el noroeste en los Montes Teneriffe y Recti. Esta montaña fue probablemente bautizada por Johann Hieronymus Schröter, como el volcán Teide (el Pico de Tenerife).
Sus coordenadas selenográficas son 45.42° N, 8.54° O, tiene una longitud de 25 km, una anchura de 15 km y una altura de 2400 m.
Un macizo menor al sur de Pico ha sido designado en algunos mapas como Pico Beta, de 25 km por 9 km y una altura de 1500 m.

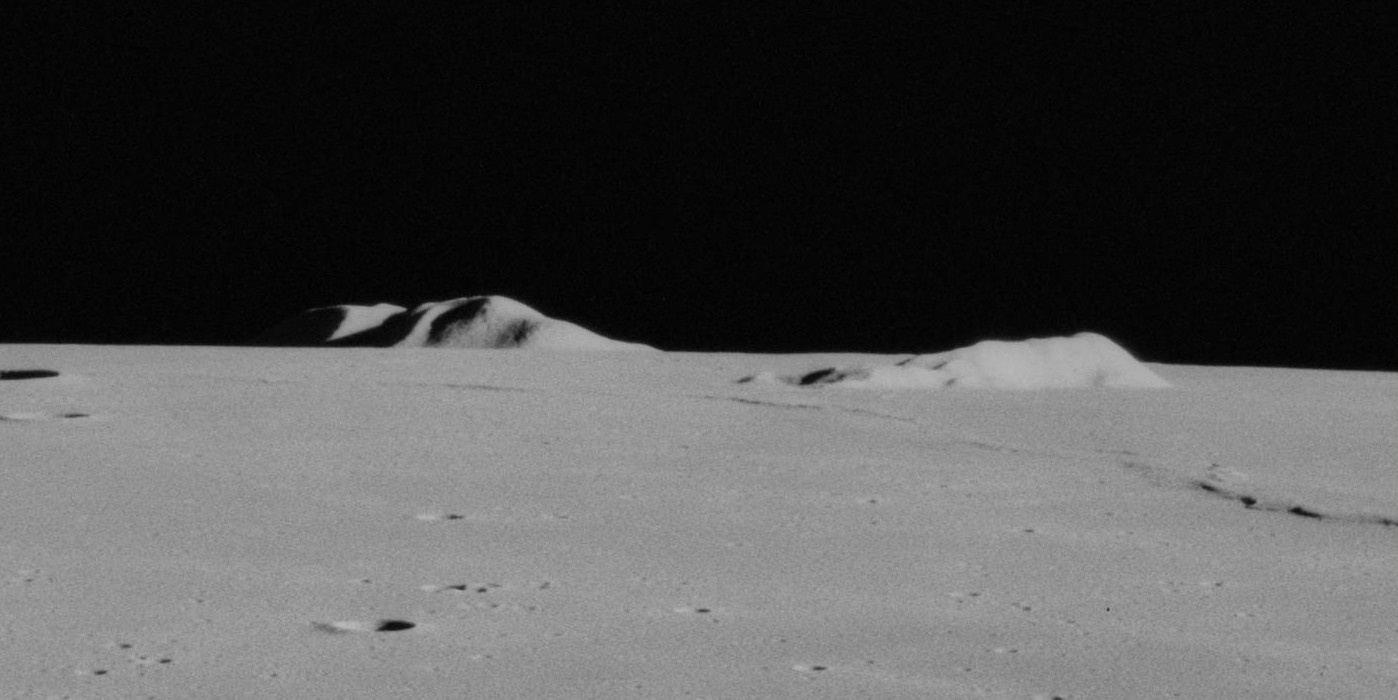
A la izquierda Mons Pico, a la derecha Pico Beta. Foto: Apolo 15

## Cráteres satélite
Los cráteres satélite son pequeños cráteres situados próximos al accidente geográfico principal, recibiendo el mismo nombre que dicho accidente acompañado de una letra mayúscula complementaria (incluso si la formación de estos cráteres es independiente de la formación del accidente principal). 

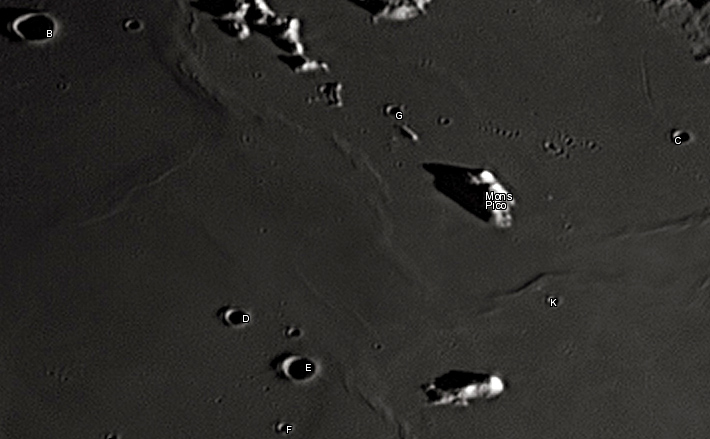
Mons Pico, Pico Beta y cráteres satélite.

| Pico | Latitud | Longitud | Diámetro |
| ---- | ------- | -------- | -------- |
| B    | 46.5° N | 15.3° W  | 12 km    |
| C    | 47.2° N | 6.6° W   | 5 km     |
| D    | 43.4° N | 11.3° W  | 7 km     |
| E    | 43.0° N | 10.3° W  | 9 km     |
| F    | 42.2° N | 10.2° W  | 4 km     |
| G    | 46.6° N | 10.4° W  | 4 km     |
| K    | 44.6° N | 7.5° W   | 3 km     |

## Mons Pico en la ficción
- En la novela de ciencia ficción de 1957 Blast Off at Woomera de Hugh Walters, se localizan objetos extraños en las cercanías de Mons Pico.
- La historia de los objetos continúa en las secuelas The Domes of Pico y Operation Columbus.
- Una batalla espacial en Pico ocurre en la novela de Arthur C. Clarke Earthlight.